# Nostra Signora del Buon Soccorso di Champion

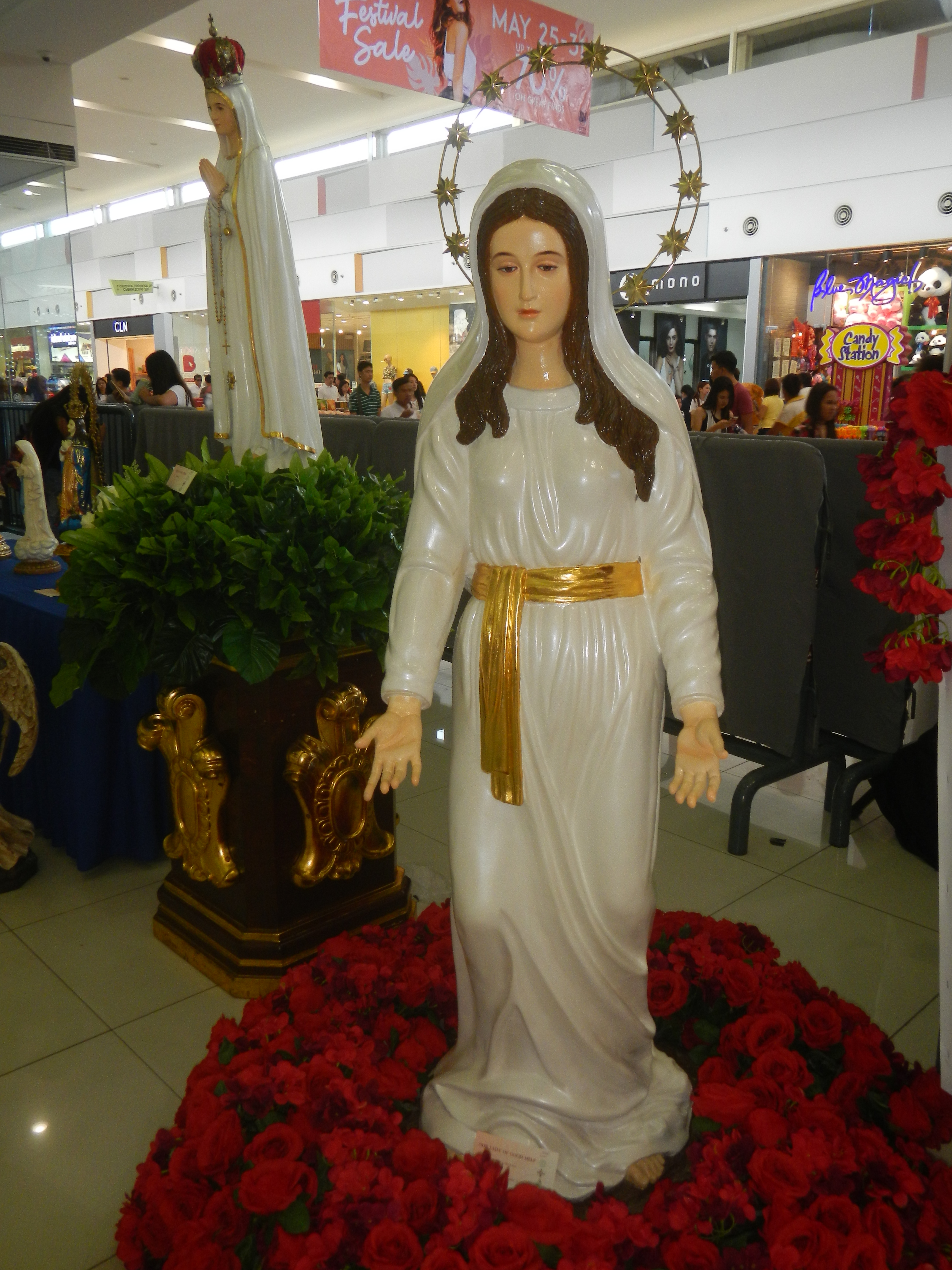
Statua della Madonna del Buon Soccorso di Champion

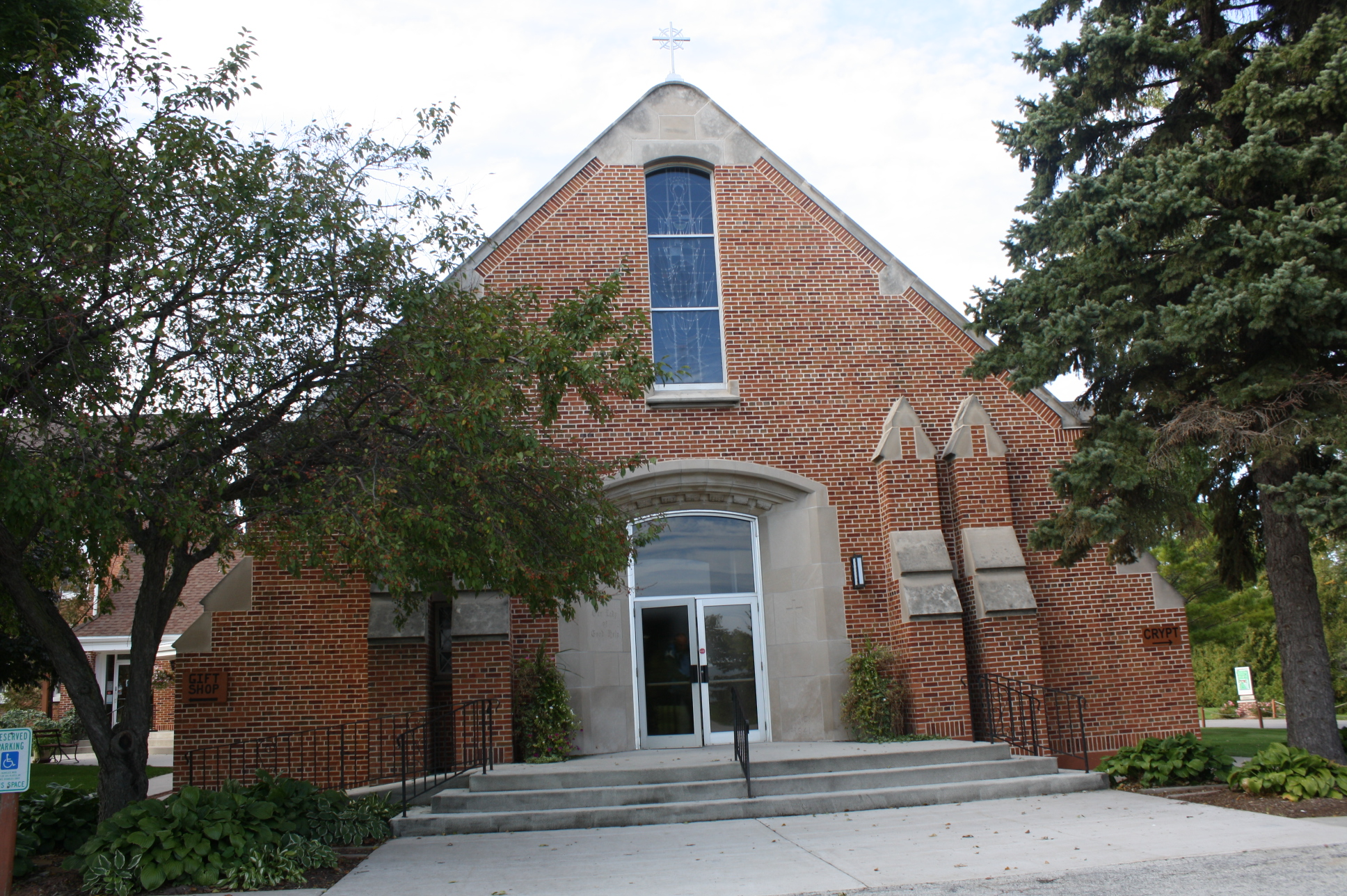
Santuario di Nostra Signora del Buon Soccorso (Champion, Wisconsin)

Nostra Signora del Buon Soccorso è l'appellativo con cui la Chiesa cattolica venera Maria, madre di Gesù, in seguito alle apparizioni che avrebbe avuto Adele Brise nel 1859 a Champion, nel Wisconsin (Stati Uniti d'America), dove ora sorge un santuario.
Le presunte apparizioni hanno avuto l'approvazione diocesana ufficiale l'8 dicembre 2010, da parte di monsignor David Laurin Ricken, vescovo di Green Bay.

## La storia delle apparizioni
All'inizio del mese di ottobre del 1859, presso Champion, località del Wisconsin, la Madonna sarebbe apparsa a una giovane donna di origine belga, Adele Brise (1831-1896). Secondo il suo racconto, nella prima di tre apparizioni la Vergine, vestita di un bianco abbagliante, con una fascia gialla intorno alla vita e una corona di stelle sul capo, scomparve lentamente dopo pochi istanti, senza dire nulla. Durante la seconda apparizione, domenica 9 ottobre, la Brise si stava recando a Messa. Durante la terza apparizione, Adele stava tornando dalla Messa; in base al consiglio ricevuto poco prima dal confessore, la giovane domandò alla signora chi fosse, e questa avrebbe risposto: "Sono la Regina del Cielo che prega per la conversione dei peccatori, e desidero che tu faccia lo stesso".
Secondo il racconto di Adele, la invitò a una confessione generale e a offrire la Comunione per la conversione dei peccatori,  aggiungendo che, se questi non si fossero convertiti e non avessero fatto penitenza, il Figlio sarebbe stato costretto a punirli. Avrebbe poi invitato la giovane a insegnare il catechismo e ad avvicinare la gente ai Sacramenti. Adele proseguì la sua missione per tutta la vita, mentre il padre costruì una piccola cappella sul luogo delle presunte apparizioni.

## Il riconoscimento da parte della Chiesa cattolica
L'8 dicembre 2010, solennità dell'Immacolata Concezione, patrona degli Stati Uniti, monsignor David Laurin Ricken, vescovo di Green Bay, ha dato il riconoscimento diocesano ufficiale alle apparizioni. L'approvazione, prima e unica attualmente per gli Stati Uniti, è giunta dopo quasi due anni di indagini, essendo queste iniziate nel gennaio 2009. Nel decreto si ricorda che è il vescovo diocesano ad avere la responsabilità di giudicare l'autenticità delle apparizioni avvenute nella sua diocesi
Il 15 agosto 2016 la chiesa costruita sul luogo delle apparizioni è stata dichiarata "santuario mariano nazionale" dalla conferenza episcopale statunitense. La denominazione ufficiale è "National Shrine of Our Lady of Good Help" in Champion (Nostra Signora del Buon Aiuto). Tra gli oltre settanta santuari mariani esistenti negli Usa, questo è il primo dedicato a un'apparizione mariana riconosciuta negli Stati Uniti.